# Maze Runner - Correr ou Morrer
The Maze Runner (bra/prt: Maze Runner - Correr ou Morrer) é uma adaptação americana de ação, ficção científica e mistério, baseada no primeiro livro da série escrita por James Dashner. Com direção de Wes Ball e roteiro de Noah Oppenheim, o elenco tem como destaque Dylan O'Brien, Ki Hong Lee, Thomas Sangster, Kaya Scodelario, Blake Cooper, Will Poulter e Aml Ameen.
O filme estreou nos Estados Unidos em 19 de setembro de 2014. No Brasil e em Portugal, o lançamento ocorreu no dia 18 de setembro de 2014.

## Sinopse
O filme mostra o jovem Thomas (Dylan O'Brien), que vai parar em um lugar desconhecido, sem memória que o leva até um labirinto gigante quase impossível de escapar feito por cientistas que prometeram a sociedade achar a cura para a destruição que o Sol causou no mundo.Tudo começa a dar errado quando uma menina chamada Teresa (Kaya Scodelario) aparece, trazendo com ela um bilhete, escrito que ela será a última a ser mandada ao labirinto. Desesperados com a notícia, os corredores do labirinto, Minho (Ki Hong Lee) e Thomas, terão  que achar uma saída do labirinto o mais cedo possível, antes que tudo comece a dar errado de novo.

## Dublagem brasileira
- Estúdio de dublagem: Delart[6]
- Direção de Dublagem: Pádua Moreira[6]
- Cliente: Fox[6]
- Tradução: Sérgio Cantú[6]
- Técnico(s) de Gravação: Tadeu Levy[6]

Dubladores
- Thomas: Felipe Drummond[6]
- Alby: Renan Freitas[6]
- Newt: Yan Yan Gesteira[6]
- Minho: João Capelli[6]
- Gally: Charles Emmanuel[6]
- Teresa: Flávia Saddy[6]
- Chuck: Wirley Contaifer[6]
- Ava Paige: Mariangela Cantú[6]
- Ben: Philippe Maia[6]
- Clint: Cadu Paschoal[6]
- Zart: Sérgio Cantú[6]
- Caçarola: Patrick Oliveira[6]
- Jeff: Andreas Avancini[6]
- Winston: Gustavo Nader[6]

## Produção
Quando o primeiro livro da série The Maze Runner saiu, o autor James Dashner logo vendeu os direitos à 20th Century Studios, que se pronunciou imediatamente. Eles já tinham um diretor e roteiro, mas optaram por ter uma direção diferente. Assim, por cerca de um ano, ficou parado um pouco, até que finalmente decidiram escolher um novo diretor, eles escolheram Wes Ball.
Wes Ball só entrou em cena quando ele lançou seu curta-metragem Ruin, animação computadorizada em 3D que rapidamente se tornou uma sensação na internet e foi apresentado em Hollywood para a 20th Century Studios, que adotou Ruin para um longa-metragem, bem como a contratação de Ball para o filme 'Maze Runner'.
O autor James Dashner afirmou em entrevista: "Eles poderiam ter feito tudo isso sem mim. Fui realmente abençoado por Wes [Ball], Wyck [Godfrey] e todo o povo da Fox que tomou a decisão de ter me envolvido desde o início. Então, eles pediram minha opinião, eu ajudei um pouco com o script. Wes entrou em contato comigo várias vezes com perguntas. Isso realmente significou muito para mim, quão envolvido eles queriam que eu estivesse."
O desenhista Ken Barthelmey foi quem projetou os monstros chamados Grievers para o filme, entre outras coisas. Ele falou em entrevista sobre os trabalhos: "Depois que terminei o projeto Griever, o diretor Wes Ball perguntou se eu queria estar em outros projetos. A partir de então, eu também trabalhei em algumas partes importantes do labirinto, adereços, etc. Eu tenho trabalhado em quase tudo a cerca de oito meses. Eu tive uma pequena conversa com o autor James Dashner. Ele adorava o desenho Griever e disse que era a perfeita transmissão do livro para a tela grande. Isso significou muito para mim.
.
Feita por John Paesano, a trilha sonora é composta por 21 faixas e foi lançado em 01 de setembro de 2014.

### O Labirinto e a Clareira
Ball começou desenhando sua própria renderização do labirinto completo.
Um trecho da entrevista com Wes Ball: "James o descreve basicamente como um monte de caixas dispostas como um quadrado". "Eu tive essa ideia que achei muito legal, com o labirinto parecendo um relógio." (Ball é intensamente modesto quando se trata de suas proezas e atividades artísticas de conseguir visualizar, reproduzir e criar mundos inteiros, sendo que este seu desenho serviu como base para criar uma pequena maquete real do labirinto, que é utilizada no filme como um dos instrumentos dos garotos para mapear o misterioso local)
E apesar do orçamento limitado, o diretor abraçou a missão de elaborar um labirinto o mais real possível. "Eu queria faze-lo de forma crível, sem parecer algo mágico," diz. "Este não é como o labirinto de Harry Potter, tentamos cria-lo com o máximo de realismo possível."
Ele diz então que começou com a altura das paredes. "No livro consta que elas tem aproximadamente 120 metros de altura. Quando comecei a fazer minhas previsões eu poderia projetar paredes deste tamanho, mas o que eu pensei foi... se elas tivessem 120 metros, não seria possível coloca-las nos quadros da filmagem, e isso não seria uma experiência visualmente interessante," diz ele. "Acabamos ficando na zona dos 30/40 metros, e isso já pareceu grande o suficiente para você se sentir como se estivesse numa prisão, mas não tão grande para fazer com que durante o filme você só veja concreto." Segundo ele, o labirinto torna-se mais ameaçador e imponente sem que as paredes atinjam uma altura excessiva.
Talvez o acontecido mais inovador sobre a filmagem de Wes Ball é o fato de ele optar pelo máximo de autenticidade possível. Claro, o filme depende de muitos efeitos visuais e tem algumas cenas gravadas em tela verde, mas a clareira é um campo verdadeiro construído na cidade de Baton Rouge em Los Angeles, onde também construíram cabanas e jardins para recriar o mundo em que os garotos vivem no livro. Ball também encontrou uma fundação de hotel demolido onde a equipe de produção montou um labirinto improvisado e pequenos marcações para que eles pudessem filmar em luz solar real e no concreto verdadeiro. E onde eles não tiveram capacidade de recriar uma pequena seção do labirinto, Ball chegou a experimentar novos ângulos de câmera e fez algumas das sequências de ação mais elaboradas do filme, abordando novos pontos de visão como se os jovens estivessem correndo em torno de um número infinito de diferentes cantos do labirinto.

### Escolha do Personagem Principal
O diretor Wes Ball falou sobre a escolha para papel de Thomas: "No início, eu não achei que ele (Dylan O'Brien) seria o cara para mim. Eu tinha uma ideia muito diferente na minha cabeça do que Thomas ia ser. Ele ia ser esse garoto vulnerável que aparece neste lugar, que está emocionalmente fraco e com medo. No final do filme, ele se torna este homem corajoso, ou pelo menos, jovem. Eu sabia que o Dylan poderia ser um personagem muito forte e envolvente, mas ele poderia ser essa pessoa vulnerável? Será que ele chegaria até lá? Felizmente, ele conseguiu. Ele tem a variação e é um ator incrível – deixando de lado o fato de que todas as meninas o amam porque ele é um cara muito bonito. Ele é um ator muito bom e é incrivelmente humilde. Ele trabalha mais do que ninguém. Você não poderia pedir nada melhor do que isso e nós realmente tiramos a sorte grande com Dylan, porque nós estávamos procurando tudo isso para o nosso Thomas. Ele tem aquela coisa que você só quer assistir. E isso é o que é necessário, porque a história é realmente contada através de seus olhos."

### Filmagens
A filmagem principal começou em Baton Rouge, Louisiana, em 13 de maio de 2013 e terminou oficialmente em 12 de julho de 2013.

### Término da Produção
O filme foi concluído em junho de 2014.

## Divulgação

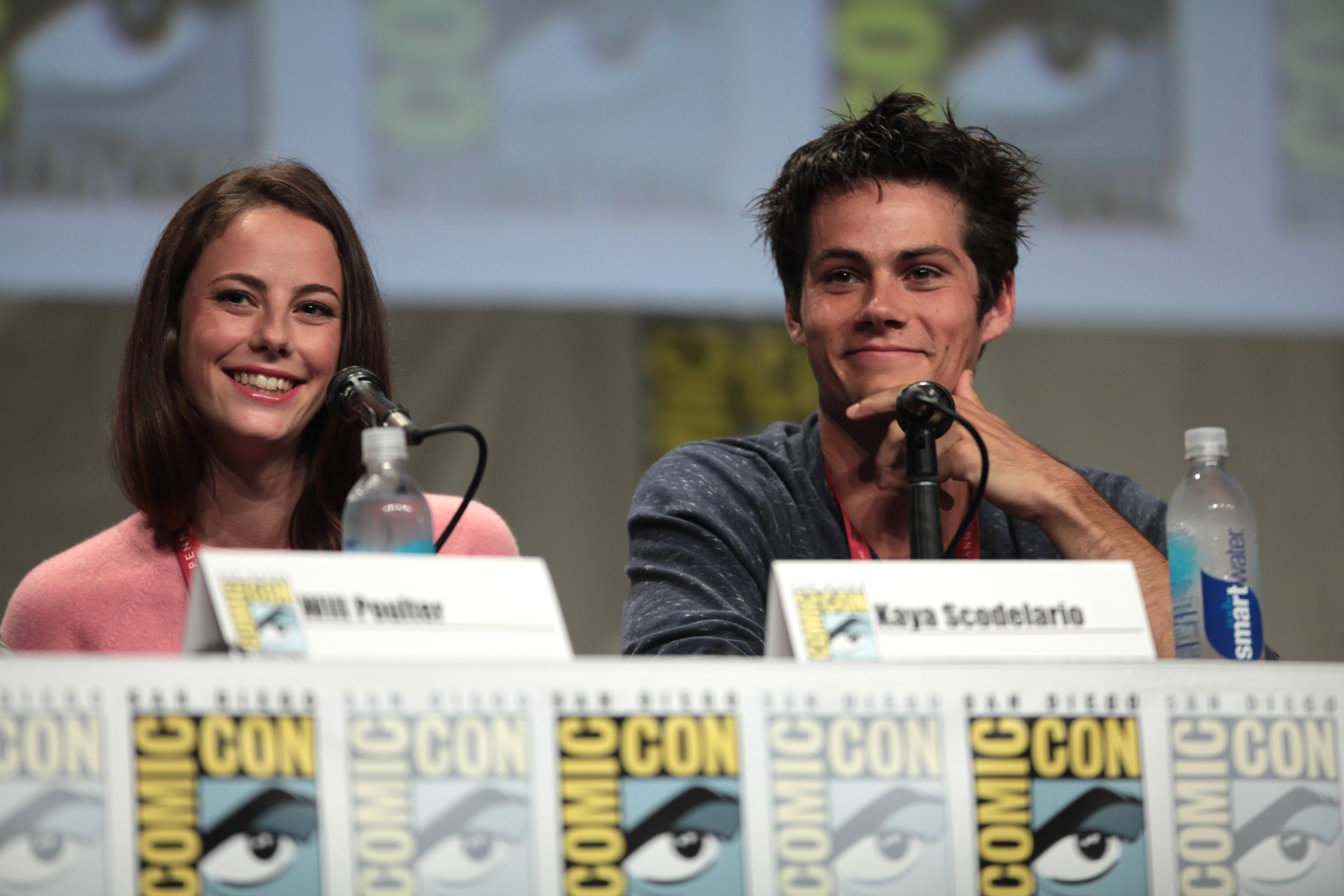
Kaya Scodelario e Dylan O'Brien no San Diego Comic-Con International, em julho de 2014.

Foi lançado onze cartazes dos personagens do filme em julho de 2013. A partir de janeiro de 2014, o diretor Wes Ball começou a liberar uma imagem do filme à cada semana, levando até a trailer oficial em 17 de março de 2014.
Uma campanha de marketing viral começou em 16 de abril de 2014, no site da WCKD chamado "wckdisgood.com".
Em 26 de junho 2014, Dylan O'Brien twittou que o primeiro livro da série seria relançado com uma nova capa, baseado no cartaz do filme.
Foi revelado na página oficial do filme no Facebook, que um segundo trailer seria lançado em 29 de julho de 2014, o que promoveu ainda mais o lançamento do longa.

## Lançamento

### Salas de cinema
Em 05 de outubro de 2013 o filme foi adiado.
Previsto então para ser lançado em 14 de fevereiro de 2014, mas a IMAX só lançou o filme em 19 de setembro, nos Estados Unidos.
No Brasil e em Portugal o lançamento ocorreu no dia 18 de setembro de 2014.

### DVD & Blu-ray
The Maze Runner foi lançado em Região 1 como DVD e pacote combo Blu-ray, no dia 16 de dezembro de 2014. O pacote combo inclui duas horas de bônus e extras, bem como uma história em quadrinhos exclusiva.
O lançamento no Brasil foi no dia 14 de janeiro de 2015.

## Recepção

### Bilheterias
O filme foi um dos mais rentáveis de 2014, ganhando em torno de 10 vezes mais do que foi gasto em seu orçamento de produção (US$ 34 milhões). No total ele arrecadou:
- América do Norte - US$ 102 427 862.[4]
- Exterior - US$ 245 891 999.[4]
- Total - US$ 348 319 861.[4]

### América do Norte
Na América do Norte, The Maze Runner é o filme de ficção científica com a décima maior bilheteria entre os filmes baseados em livros e a vigésima primeira maior bilheteria de uma adaptação de livros para jovens adultos. Antes de seu lançamento nos Estados Unidos e Canadá, analistas previram que o filme seria um sucesso de bilheteria, citando marketing eficaz, boa publicidade boca-a-boca e uma data de lançamento sólido. Relatórios preliminares previam que o filme iria abrir com lucros de mais de US$ 30.000.000,00 - US$ 32.000.00,00 na América do Norte.  De acordo com o website de venda de ingresso "Fandango", The Maze Runner foi responsável por mais de 50% dos primeiros bilhetes de vendas. O filme foi lançado em 19 de setembro, nos Estados Unidos e no Canadá em 3.604 locais e mais de 350 IMAX teatros, ganhando US$ 11.250.000,00 no dia da abertura.

### Exterior
O filme estreou em cinco mercados estrangeiros, uma semana antes do lançamento norte-americano e ganhou US$ 8,3 milhões. Teve um sucesso semelhante no exterior durante sua semana de estreia, ganhando 38 milhões de dólares em 51 mercados. Ele liderou as bilheterias em 50 países (47 mercados). Na Coreia do Sul arrecadou 5,5 milhões de dólares, que é mais elevado do que as aberturas de The Hunger Games e Divergent. No Reino Unido, estreou em segundo com 3,4 milhões de dólares, ficando somente atrás de Gone Girl. Foi inaugurado na China com 14,5 milhões de dólares, onde também ficou em segundo, seguido de Teenage Mutant Ninja Turtles (26,5 milhões de dólares).
Outras aberturas em alta incluem a Rússia (5,5 milhões de dólares), França (5,2 milhões de dólares), Austrália (3,3 milhões de dólares), México (2,6 milhões de dólares), Taiwan (2,2 milhões de dólares) e Brasil (2 milhões de dólares). O filme passou as marcas de 200 milhões de dólares internacionalmente em seu oitavo fim de semana, 51 dias após seu lançamento.
Na Malásia, se tornou o terceiro com maior bilheteria de todos os tempos pela 20th Century Fox, ficando atrás de Avatar e X-Men: Days of Future Past.
No Japão, está previsto para ser lançado em maio de 2015, o que vai aumentar sua receita ainda mais.

### Críticas
O site Rotten Tomatoes deu 65% de aprovação para o filme. O consenso diz: "Com forte atuação, uma premissa sólida e uma abordagem refrescante e escura para seu cenário distópico, The Maze Runner destaca-se do campo cheio de aventuras de ficção científica de YA." Com base de 32 avaliações profissionais, alcançou uma pontuação de 56% no Metacritic.

## Sequência
Em 11 de outubro de 2013, foi relatado que a 20th Century Studios adquiriu os direitos de The  Scorch Trials, o segundo livro da série. O roteiro será escrito por T.S. Nowlin, com supervisão do diretor Wes Ball.
Em 17 de setembro de 2015, Maze Runner: The Scorch Trials será lançado no Brasil e em Portugal. Já nos Estados Unidos, tem estreia prevista para 18 de setembro de 2015.